# 红旗岭农场
红旗岭农场是一个位于中华人民共和国黑龙江省双鸭山市饶河县的农场，亦是黑龙江省农垦红兴隆管理局所属的一个农场。
红旗岭农场建于1969年，位于完达山西北麓三江平原腹地，横跨宝清县、饶河县。面积63.4万亩，人口1.5万人。

## 行政区划
红旗岭农场下辖以下单位：
红旗岭场直社区、红旗岭农场第一管理区、红旗岭农场第二管理区和红旗岭农场第三管理区。